# 忍者龜之風雲再起電影版
是2022年上映的美国超级英雄题材动画电影，同名动画片的剧场版，由尼克国际儿童频道影业、飞天神犬、Top Draw Animation、Digitoonz Media和Cartoon Conrad Productions联袂制作，剧版创剧人安迪·苏里亚诺和安特·沃德制片，本·施瓦茨、奥玛·本森·米勒、布兰登·米查尔·史密斯、喬許·布雷納、哈利·喬·奧斯蒙、卡特琳娜·格兰厄姆和埃里克·鲍扎配音。影片讲述莱昂纳多一行人抵御外星人朗格入侵的故事。
影片于2022年8月25日上线Netflix，同年11月19日在中国上映。

## 剧情
2044年，外星人朗格大肆入侵地球，地球人难以招架，就连莱昂纳多和米开朗基罗率领的忍者神龟家族也不幸战死。莱昂纳多和米开朗基罗死前把学生凯西·琼斯传送到过去，让凯西寻找传送门的钥匙，提前阻止朗格入侵。然而这个计划十分危险，早在凯西行动之前，他的同门师兄弟里奥和米奇就已经付出了性命。
虽然危险，凯西还是成功回到过去，来到施莱德被打败的第二年。来到过去，里奥打破了多纳太罗手托最多比萨饼盒走路的纪录，拉斐尔向里奥、多纳太罗和米奇发来警报，说河马催眠师和沃伦·斯通正在进行盗窃行动，目标包括凯西正在寻找的时空门钥匙。听到消息后，神龟家族立马前去阻止，但被对手脚族抢先一步夺走钥匙。回到神龟的新总部，众人商讨对付脚族的计划，拉斐尔看不惯里奥日益膨胀的心态，与他吵了起来。
就在这个时候，凯西去找爱普莉尔·奥尼尔帮忙，爱普莉尔被凯西戴着面具的模样吓到，出手打晕了他，之后在他身上找到自己和忍者神龟家族的照片，于是把他带到神龟总部。之后凯西醒过来，开始解释自己这次前来是要用传送门钥匙阻止朗格入侵。听到凯西提到钥匙的事情，史林特回想起很久很久以前他们来到地球，被一群神秘人打入领域空间，他们就是传送门钥匙的制造者；由于拥有传送门钥匙这把秘密武器，脚族一直把他们奉若神明。随后神龟家族与爱普莉尔、史林特和凯西一起去找脚族，此时脚族已经开始打开传送门。之后克朗与神龟家族一行人打斗，神龟家族在打斗过程中失去超能力，计划撤退，但里奥拼死抢走钥匙，关闭了传送门。为了保护里奥，拉斐尔把他来拉走，结果被敌人俘获。
之后双方分头展开行动，神龟家族和凯西去克朗那边就凯西，史林特和爱普莉尔留在总部保管钥匙。克朗从拉斐尔口中了解到神龟总部所在地，控制了脚族残部的身体，派他们去拿回钥匙，自己则在全纽约最高大楼地铁大楼（Metro Tower）楼顶准备传送门。
神龟家族和凯西在地铁隧道遭遇埋伏，双方被迫分散。在去找其他神龟的路上，凯西指责里奥狂妄自大。之后两人找到拉斐尔，但拉斐尔已经被克朗控制身体，拿走了钥匙。克朗用拉斐尔带来的钥匙打开传送门，进入“技术场号”（Technodrome）飞船，开始攻击整个纽约市，并轻松击败前来的美军。爱普莉尔、史林特和凯西迎战克朗大军，神龟登上技术场号，其中里奥负责找拉斐尔，唐尼和米开去控制飞船，结果全都被俘获，但都逃了出来。三人逃脱后兵分两路，里奥去救拉斐尔，唐尼和米开去找回超能力。然而四人联合起来都无法对抗强大的克朗，米开、唐尼和拉斐尔全部被抛出船。里奥把克朗逼近维度监狱，命令凯西关闭传送门，结果传送门合拢时把飞船切成两半，飞船当场报废。
里奥与克朗受困于维度监狱，克朗发狂般痛殴里奥，还好米开、拉斐尔和唐尼用米开新开发的超能力救走里奥，把克朗一个人留在维度监狱，从此再也不能入侵地球。不一会儿，几位英雄在布鲁克林大桥的桥顶享受披萨，凯西说之前加入脚族的新兵卡桑德拉·琼斯是他母亲。之后一行人看着重建中的城市，发誓要捍卫这个地方。之后拉斐尔打破了里奥的比萨饼盒纪录。

## 配音阵容
- 本·施瓦茨 饰 李奧納多[1]
- 奥玛·本森·米勒 饰 拉斐尔[1]
- 喬許·布雷納 饰 多纳太罗（英语：Donatello (Teenage Mutant Ninja Turtles)）[1]
- 布兰登·米查尔·史密斯（英语：Brandon Mychal Smith） 饰 米开朗基罗（英语：Michelangelo (Teenage Mutant Ninja Turtles)）[1]
- 埃里克·鲍扎（英语：Eric Bauza） 饰 史林特（英语：Splinter (Teenage Mutant Ninja Turtles)）[1]
- 卡特琳娜·格兰厄姆 饰 爱普莉尔·奥尼尔（英语：April O'Neil）[1]
- 哈利·喬·奧斯蒙 饰 凯西·琼斯（英语：Casey Jones (Teenage Mutant Ninja Turtles)）[1]
- 吉姆·皮里（英语：Jim Pirri） 饰 朗格（英语：Krang）首领
- 托克斯·奥拉贡多耶（英语：Toks Olagundoye） 饰 克朗族大姐头
- 里斯·达比（英语：Rhys Darby） 饰 河马催眠师（Hypno-Potamus）
- 约翰·迈克尔·辛吉斯 饰 沃伦·斯通（Warren Stone）

## 制作
2019年2月5日，消息指Netflix正制作《忍者神龟：崛起》和《勞德之家》的电影版，其中前者于2018年10月开始开发，2020年3月投入制作。一开始尼克儿童频道与动画版创剧人安迪·苏里亚诺、安特·沃德接洽，希望在第二季开发期间打造电影版。2021年1月12日，忍者神龟品牌官方Twitter帐号透露电影版剧情大纲及上线时间。2021年8月27日，受制作时间所限，影片发行时间推迟到2022年，期间制作团队还要负责动画版第二季。由于第二季的集数被尼克儿童频道缩短，电影版编剧需要对剧情进行调整，以便和第二季接轨，然而其中有些细节和动画版不一致，原因不详。2022年4月7日，制作团队宣布杀青。
片中李奧納多和拉斐尔的矛盾是一大重点。虽然两人的矛盾在动画版中由来已久，制作团队还是希望用“独特方式”描绘这种敌对关系。至于大反派克朗族，苏里亚诺和沃德想把他们打造成“神龟家族的强大对手”，比施莱德还要凶狠。为了凸显克朗族所造成的威胁，剧中角色的形象与动画版略有不同，包括身材。
片中的动画由飞天神犬和Top Draw制作。考虑到预算有所增加，动画师可以在电影版中使用更多的流体和色彩。

## 发行
影片于2022年8月25日上线Netflix，同年11月19日在中国上映。

## 反响
根据評論匯總网站爛番茄汇总的13篇评论文章，77%的评论家给予该作正面评价，使之獲得「認證新鮮」標識，平均打分为6.2分（满分10分）。Metacritic收录5条评论，平均得分61/100，表示“普遍好评”。